# Гранд-Пасс (Міссурі)
Гранд-Пасс (англ. Grand Pass) — селище (англ. village) в США, в окрузі Салін штату Міссурі. Населення — 49 осіб (2020).

## Географія
Гранд-Пасс розташований за координатами 39°12′18″ пн. ш. 93°26′34″ зх. д. / 39.20500° пн. ш. 93.44278° зх. д. (39.204942, -93.442639).  За даними Бюро перепису населення США в 2010 році селище мало площу 0,28 км², уся площа — суходіл.

## Демографія
Згідно з переписом 2010 року, у селищі мешкало 66 осіб у 26 домогосподарствах у складі 19 родин. Густота населення становила 235 осіб/км².  Було 29 помешкань (103/км²).
Расовий склад населення:
| - 100,0 % — білих |

До двох чи більше рас належало 0,0 %. Частка іспаномовних становила 1,5 % від усіх жителів.
За віковим діапазоном населення розподілялося таким чином: 30,3 % — особи молодші 18 років, 56,1 % — особи у віці 18—64 років, 13,6 % — особи у віці 65 років та старші. Медіана віку мешканця становила 42,0 року. На 100 осіб жіночої статі у селищі припадало 88,6 чоловіків;  на 100 жінок у віці від 18 років та старших — 70,4 чоловіків також старших 18 років.
За межею бідності перебувало 4,1 % осіб, у тому числі 0,0 % дітей у віці до 18 років та 0,0 % осіб у віці 65 років та старших.
Цивільне працевлаштоване населення становило 28 осіб. Основні галузі зайнятості: освіта, охорона здоров'я та соціальна допомога — 39,3 %, сільське господарство, лісництво, риболовля — 17,9 %, виробництво — 10,7 %, роздрібна торгівля — 7,1 %.